# Uta Würfel
Uta Würfel (* 19. August 1944 in Bad Wiessee) ist eine deutsche Managerin und Politikerin (FDP).

## Leben und Beruf
Nach dem Gymnasium absolvierte Würfel zunächst eine Ausbildung als Arzthelferin, ehe sie in Washington, D.C. einen Abschluss als Fremdsprachenassistentin erwarb. In den 1960er- und 1970er-Jahren arbeitete sie in den Vereinigten Staaten. Nach ihrem Ausscheiden aus der Politik wurde sie 1995 Leiterin der Bonner Geschäftsstelle des Bundesverbandes der Pharmazeutischen Industrie (BPI).

## Politik
Würfel wurde 1976 Mitglied der FDP. 1982 wurde sie zur FDP-Kreisvorsitzenden St. Ingbert (Saarpfalz) gewählt und im November 1990 zur Landesvorsitzenden der FDP Saar. Nach nur zwei Monaten trat sie von diesem Amt im Januar 1991 wieder zurück, weil sie nicht die notwendige Zwei-Drittel-Mehrheit zur Reform des Landesverbands erhielt. Von 1990 bis 1994 war sie Mitglied im FDP-Bundesvorstand.
Würfel gehörte dem Deutschen Bundestag von 1987 bis 1994 an. Sie war über die Landesliste Saarland ins Parlament eingezogen. Während ihrer Abgeordnetenzeit setzte sie sich für eine Reform des § 218 StGB ein.
Bei der Europawahl 1994 war Würfel die FDP-Spitzenkandidatin, weswegen sie auf einen Listenplatz zur Bundestagswahl 1994 verzichtete. Da die FDP bei der Europawahl mit 4,1 Prozent an der Fünf-Prozent-Hürde scheiterte, erhielt Würfel kein Mandat und zog sich in der Folge aus der Politik zurück.
Unterlagen über ihre Tätigkeit als Mitglied des Deutschen Bundestages sowie für die FDP aus den Jahren 1984 bis 1994 befinden sich im Archiv des Liberalismus der Friedrich-Naumann-Stiftung für die Freiheit in Gummersbach. 